# Північна бухта (Севастополь)
Півні́чна бухта (крим. Pivniçna körfezi) — частина Севастопольської бухти, вдається в Північну сторону Севастополя, де її продовження називається Суха (Перевозна балка).
У 1900 році сюди перенесли причали з Старо-Північної бухти. У 1910 році був побудований причал для прийому парових катерів і бухта Перевозна отримала свою сучасну назву. У бухті побудовані причали для пасажирських катерів (основний причал для поїздки на Північну сторону з району Графській пристані) і поромна переправа (пов'язана з Артилерійської бухтою).
На вершині бухти Північна знаходиться площа Генерала Захарова.